# Yoslaine Dominguez Cedeño
Yoslaine Dominguez Cedeño (ur. 11 kwietnia 1986 w Holguín) – kubańska wioślarka.

## Osiągnięcia
- Mistrzostwa Świata – Poznań 2009 – dwójka podwójna wagi lekkiej – 7. miejsce[1].